# Компак
„Компак“ (акроним от Compatibility And Quality) е бивша американска компания за производство на компютри. Основана през 1982 г., компанията произвежда едни от първите IBM PC-съвместими компютри и е втората след Columbia Data Products, легално реконструирала персоналния компютър IBM PC. Впоследствие се превръща в най-големия доставчик на компютърни системи през 90-те години на XX век, преди да бъде изпреварена от HP през 2001 г. След като губи ценовото съревнование с Dell и купува компанията DEC с висок риск, „Компак“ е придобита от HP през 2002 г. Марката „Компак“ се използва от HP за по-бюджетни системи до 2013 г., когато е прекратена.